# Hohmann-pálya

Hohmann-pálya szemléltetése:
1 - a kisebb sugarú körpálya
2 - a Hohmann-pálya
3 - a nagyobb sugarú körpálya

A Hohmann-pálya (vagy Hohmann transzfer pálya) energia-felhasználás szempontjából két, azonos síkban lévő, kör alakú keringési pálya közötti leghatékonyabb (időtartam szempontjából azonban a leghosszabb) átmeneti pálya az égi mechanikában.
A művelet során mindössze kétszer kell az űrhajó meghajtását igénybe venni: először a kisebb sugarú körpálya elhagyásakor, amikor az űrhajó a körpályáról elliptikus pályára tér át, majd az ellipszis nagyobbik sugaránál, ahol az ellipszis a nagyobb körpályát érinti, és az űrhajó az elliptikus pályáról a nagyobbik kör alakú pályára tér át.
Az ellipszis alakú átmeneti pálya egyik érintője a kisebb, a másik érintője a nagyobb sugarú pályánál van.

## Műhold pályamódosítása
Ugyanez a technika alkalmazható egyetlen objektum körüli keringés során is, amikor a keringő objektum alacsonyabb pályáról magasabb pályára tér át (vagy fordítva).
A nagyobb sugarú körpályáról a kisebb sugarú körpályára való átmenet során hasonlóképpen kétszeri fékezésre van szükség.

## Elmélet és gyakorlat
A pályamódosító műveleteket elméletileg nulla idő alatt, impulzusszerűen kellene végrehajtani, a gyakorlatban nagy tolóerejű hajtóművekre van szükség. Kisebb tolóerejű hajtóművel csak úgy kapunk Hohmann-pályát, ha a hajtóművet pontosan kiszámított időpontokban, többször használjuk. Ilyenkor a kezdeti körpálya fokozatosan „öblösödik” és végül olyan ellipszissé alakul, ami megfelel a normál Hohmann-pálya ellipszisének. Ebben az esetben azonban az átmenethez szükséges idő a többszörösére növekszik.

## Számítások
Egy nagyobb test körül keringő kisebb test teljes energiája (amilyen például egy műhold a Föld körül) a mozgási energia és a potenciális energia összege. Ez az energia egyenlő az ellipszis fél nagytengelyénél lévő potenciális energia felével.
Ha {\displaystyle a} a fél nagytengely,
{\displaystyle E={\begin{matrix}{\frac {1}{2}}\end{matrix}}mv^{2}-{\frac {GMm}{r}}={\frac {-GMm}{2a}}\,}
Megoldva az egyenletet a {\displaystyle v} sebességre, a következőt kapjuk:
{\displaystyle v^{2}=\mu \left({\frac {2}{r}}-{\frac {1}{a}}\right)}
ahol:
- {\displaystyle v\,\!} a keringő test sebessége
- {\displaystyle \mu =GM\,\!} annak a testnek a standard gravitációs állandója, ami körül a másik test kering
- {\displaystyle r\,\!} a keringő test távolsága az elsődleges fókusztól
- {\displaystyle a\,\!} a keringő test fél nagytengelye

Ezek alapján a Hohmann-pálya eléréséhez szükséges sebességváltozás (delta-v) számítása (az azonnali változás esetére):
{\displaystyle \Delta v={\sqrt {\frac {\mu }{r_{1}}}}\left({\sqrt {\frac {2r_{2}}{r_{1}+r_{2}}}}-1\right)},
{\displaystyle \Delta v^{\prime }={\sqrt {\frac {\mu }{r_{2}}}}\left(1-{\sqrt {\frac {2r_{1}}{r_{1}+r_{2}}}}\,\!\right)},
ahol {\displaystyle r_{1}} és {\displaystyle r_{2}} az indulási és az érkezési körpályák sugarai
Kepler harmadik törvénye szerint a két pálya közötti átmenet ideje:
{\displaystyle t_{H}={\begin{matrix}{\frac {1}{2}}\end{matrix}}{\sqrt {\frac {4\pi ^{2}a_{H}^{3}}{\mu }}}=\pi {\sqrt {\frac {(r_{1}+r_{2})^{3}}{8\mu }}}}
(a keringési periódus fele az ellipszisen), ahol {\displaystyle a_{H}\,\!} a fél nagytengelye a Hohmann-pályának.

## Példák
Alacsony Föld körüli pályáról geoszinkron pályára való átállás Hohmann-pályán haladva 5 órát vesz igénybe. Alacsony Föld körüli pályáról Hold körüli pályára körülbelül 5 napot, míg a Földtől a Mars pályájáig körülbelül 259 napot. A megcélzott égitesttel való találkozás, illetve a külső pálya megfelelő pontjának elérése érdekében figyelemmel kell lenni az indítási ablakra is.

## Nevének eredete
A Hohmann-pálya a nevét Walter Hohmann német mérnök iránti tiszteletből kapta, aki 1925-ben megjelent munkájában javasolta.

## Külső hivatkozások
- Orbital Mechanics